# Qagħaq tal-għasel
Qagħaq tal-għasel ou argolas de mel do Natal são um doce típico de Malta, compostas por aneis de massa de farinha com um recheio doce e muito condimentado. 
A massa é feita misturando farinha de trigo normal com semolina e margarina, ligadas com sumo de laranja. O recheio é composto por xarope natural (de bordo, cana-doce ou de milho, ou mel) misturado ao lume com raspas de casca de laranja e de limão, casca de tangerina cortada muito fina, cravinho moído e outras especiarias, com água para juntar semolina, primeiro fora do lume, mexendo bem, depois fazendo levantar fervura. A massa é estendida e cortada em tiras largas onde se coloca um pouco de recheio e se fecham, primeiro num canudo, depois numa argola, levam uns golpes e cozem no forno.